# Eleição municipal de Paulista (Pernambuco) em 2020
A eleição municipal de Paulista em 2020 foi realizada para eleger um prefeito, um vice-prefeito e 15 vereadores no município de Paulista, no estado brasileiro de Pernambuco. Seguindo a Constituição, os candidatos são eleitos para um mandato de quatro anos a se iniciar em 1º de janeiro de 2021.  O atual prefeito é Jorge Carreiro, que assumiu em 23 de outubro de 2020 no lugar de Junior Matuto, que estava no poder desde 2012. Ambos estavam em 2º mandato, e não podem concorrer ao novo mandato. A cidade atingiu o mínimo exigido de 200 mil eleitores para realização do segundo turno.

## Antecedentes
A eleição municipal de 2016 foi marcada pela vitória de Junior Matuto. A decisão para os cargos da administração municipal, segundo o Tribunal Superior Eleitoral, contou com 193.271 eleitores aptos e 13.550 abstenções, de forma que 7,01% do eleitorado não compareceu às urnas naquele turno.  (mais conhecido como Junior Matuto) no primeiro turno, com 47,7% dos votos válidos. A vitória no primeiro turno demonstrou o poder que o PSB tem no município de Paulista, já que este seria o quarto mandato em seguida de algum político pertencente a esse partido. Ao falar sobre sua conquista, Matuto mostrou-se prático e confiante. Em entrevista ao site UOL, ele declarou  "Não vamos mudar muita coisa no nosso secratariado por dois motivos: a estrutura da prefeitura já é bem enxuta e a população, ao renovar nosso mandato, mostrou que aprova a gestão, então as mudanças serão poucas". Matuto tomou posse em 2017 do cargo, junto ao seu vice Jorge Carreiro, no dia 1 de janeiro de 2017, às 15 horas. Em 2018, o Ministério Público do Estado de Pernambuco (MPPE) abriu um inquérito para investigar um suposto esquema imobiliário para desvio de recursos públicos, na atual gestão da Prefeitura de Paulista, comandado por Junior Matuto. No entanto, algum tempo depois, o TRE-PE (Tribunal Eleitoral de Pernambuco) acolheu o recurso do atual prefeito, impedindo sua impugnação e Junior manteve-se prefeito de Paulista. Matuto ficou no mandato até 21 de julho de 2020, quando foi afastado pela primeira vez. Em 7 de agosto de 2020, o STF determinou a volta de Matuto ao poder,que ocorreu em 10 de agosto. Matuto ficou no poder novamente até 22 de outubro, quando a primeira liminar foi derrubada. No dia seguinte, Jorge Carrero reassumiu a prefeitura.

## Candidatos à prefeitura

### Quadro de candidaturas
| Nº | Prefeito(a)  | Prefeito(a)               | Prefeito(a)  | Vice-prefeito(a) | Vice-prefeito(a) | Vice-prefeito(a)     | Vice-prefeito(a) | Coligação Partido(s)                                                                          | Ref.   |
| Nº | Candidato(a) | Candidato(a)              | Partido      | Candidato(a)     | Candidato(a)     | Candidato(a)         | Partido          | Coligação Partido(s)                                                                          | Ref.   |
| -- | ------------ | ------------------------- | ------------ | ---------------- | ---------------- | -------------------- | ---------------- | --------------------------------------------------------------------------------------------- | ------ |
| 10 |              | Alemão                    | Republicanos |                  |                  | Vinho                | PMB              | Construindo uma nova Paulista Republicanos, PMB                                               | [ 13 ] |
| 11 |              | Sérgio Leite              | PP           |                  |                  | Pastor Hélio Roberto | PP               | Paulista pode Mais PP, PODE                                                                   | [ 14 ] |
| 12 |              | Fábio Barros              | PDT          |                  |                  | Cleide Andrade       | PSOL             | Frente Democrática PDT, PSOL                                                                  | [ 15 ] |
| 14 |              | Ramos                     | PTB          |                  |                  | Felipe do Veneza     | DEM              | Renova Paulista com Fé e Trabalho PTB, DEM                                                    | [ 16 ] |
| 15 |              | Yves Ribeiro              | MDB          |                  |                  | Dido Vieira          | MDB              | Pra Paulista ser feliz MDB, REDE, PV                                                          | [ 17 ] |
| 28 |              | Delegado Gilderley        | PRTB         |                  |                  | Emanuel Guedes       | PRTB             | Sem coligação                                                                                 | [ 18 ] |
| 40 |              | Francisco Padilha         | PSB          |                  |                  | Robertinho           | PSB              | Paulista com Nossa Cara PMN, Patriota, PTC, PSL, PT, PL, PSB, PROS, PSC, Cidadania, PCdoB, DC | [ 19 ] |
| 45 |              | Antônio Nena Cabral       | PSDB         |                  |                  | Robertson            | PSDB             | Sem coligação                                                                                 | [ 20 ] |
| 55 |              | Promotora Maria Aparecida | PSD          |                  |                  | Neto                 | PSD              | Sem coligação                                                                                 | [ 21 ] |
| 70 |              | Geraldo Pinho Alves       | Avante       |                  |                  | Marcio Gomes         | Avante           | Sem coligação                                                                                 | [ 22 ] |

## Resultados

### Prefeito
Fonte: TSE
| Candidato(a) a prefeito(a)      | Candidato(a) a vice-prefeito(a) | 1º turno 15 de novembro de 2020 | 1º turno 15 de novembro de 2020 | 2º turno 29 de novembro de 2020 | 2º turno 29 de novembro de 2020 |
| Candidato(a) a prefeito(a)      | Candidato(a) a vice-prefeito(a) | Votação                         | Votação                         | Votação                         | Votação                         |
| Candidato(a) a prefeito(a)      | Candidato(a) a vice-prefeito(a) | Total                           | %                               | Total                           | %                               |
| ------------------------------- | ------------------------------- | ------------------------------- | ------------------------------- | ------------------------------- | ------------------------------- |
| Yves Ribeiro (MDB)              | Dido Vieira (MDB)               | 51.351                          | 34,98%                          | 83.858                          | 57,52%                          |
| Francisco Padilha (PSB)         | Robertinho (PSB)                | 38.372                          | 26,14%                          | 61.931                          | 42,48%                          |
| Ramos (PTB)                     | Felipe do Veneza (DEM)          | 29.851                          | 20,34%                          | Não participaram                | Não participaram                |
| Alemão (Republicanos)           | Vinho (PMB)                     | 8.679                           | 5,91%                           | Não participaram                | Não participaram                |
| Fábio Barros (PDT)              | Cleide Andrade (PSOL)           | 5.535                           | 3,77%                           | Não participaram                | Não participaram                |
| Delegado Gilderley (PRTB)       | Emanuel Guedes (PRTB)           | 5.321                           | 3,63%                           | Não participaram                | Não participaram                |
| Promotora Maria Aparecida (PSD) | Neto (PSD)                      | 2.700                           | 1,84%                           | Não participaram                | Não participaram                |
| Sérgio Leite (PP)               | Pastor Hélio Roberto (PP)       | 2.671                           | 1,82%                           | Não participaram                | Não participaram                |
| Antônio Nena Cabral (PSDB)      | Robertson (PSDB)                | 1.283                           | 0,87%                           | Não participaram                | Não participaram                |
| Geraldo Pinho Alves (Avante)    | Marcio Gomes (Avante)           | 1.019                           | 0,69%                           | Não participaram                | Não participaram                |
| Total de votos válidos          | Total de votos válidos          | 146.782                         | 100%                            | 145.789                         | 100%                            |
| → Votos válidos                 | → Votos válidos                 | 146.782                         | 83,23%                          | 145.789                         | 85,89%                          |
| → Votos brancos                 | → Votos brancos                 | 10.665                          | 6,05%                           | 7.053                           | 4,16%                           |
| → Votos nulos                   | → Votos nulos                   | 18.916                          | 10,73%                          | 16.890                          | 9,95%                           |
| Total de votos                  | Total de votos                  | 176.363                         | 100%                            | 169.732                         | 100%                            |
| → Total de votos                | → Total de votos                | 176.363                         | 81,33%                          | 169.732                         | 78,27%                          |
| → Abstenções                    | → Abstenções                    | 40.496                          | 18,67%                          | 47.127                          | 21,73%                          |
| Eleitores aptos a votar         | Eleitores aptos a votar         | 216.859                         | 100%                            | 216.859                         | 100%                            |